# Whiskey in the Jar
Whiskey in the Jar è una canzone tradizionale irlandese che parla di un bandito (solitamente dei monti di Cork e Kerry) tradito dalla propria moglie o dalla propria amante.

## Storia
Le esatte origini del brano sono oltremodo incerte. Considerando il fatto che in essa si parla di uno "spadino" (rapier), è probabile che il testo non sia stato realizzato dopo la fine del XVIII secolo. In almeno una versione lo spadino è rimpiazzato da una sciabola; si tenga conto del termine "rapière" in francese "spada"; il riferimento al rapier potrebbe originariamente aver voluto indicare un rapaire ("mezza picca" in irlandese) e il bandito avrebbe potuto essere un rapparee - banditi e soldati irregolari irlandesi del XVII e XVIII secolo.
Nel suo libro The Folk Songs of North America, l'etnomusicologo Alan Lomax ha ipotizzato che la canzone risalga al XVIII secolo. A sostegno di tale asserzione Lomax ha evidenziato le similitudini tra Whiskey in the Jar e L'opera del mendicante di John Gay, che  è datata 1728. Lomax ha ritenuto che Whiskey in the Jar ispirò L'opera del mendicante: se ciò è vero Whiskey in the Jar era già diffusa nel 1728 nel mondo celtico. Riguardo alla storia della canzone, Lomax scrisse, "Gli strati popolari delle isole britanniche nel diciassettesimo secolo ammiravano i briganti locali; e in Irlanda, o in Scozia, quando i gentiluomini della strada rapinavano i possidenti inglesi erano considerati patrioti. Questi sentimenti ispirarono questa allegra ballata." Lomax ritenne in particolare che il protagonista della canzone fosse simile a un Robin Hood che rubava ai ricchi per tenersi il bottino.
La canzone arrivò fino agli Stati Uniti e fu molto apprezzata dai coloni a causa del suo spirito irriverente nei confronti degli ufficiali britannici. Le versioni americane sono alle volte ambientate negli Stati Uniti ed hanno personaggi americani. Una di queste, del Massachusetts, parla di Alan McCollister, un soldato irlandese-statunitense condannato alla morte per impiccagione per aver rapinato un funzionario inglese.

## Testo
Whiskey in the Jar è il racconto in prima persona di un bandito che, dopo aver derubato un soldato o funzionario corrotto ("for I am a bold deceiver"), è tradito da una donna chiamata Jenny o Ginny; se questa sia la moglie o l'amante non risulta chiaro. Le varie versioni della canzone hanno vari scenari come Kerry, Kilmagenny, Cork, Gilgarra Mountain, Sligo e altre località sparse per tutta l'Irlanda. Il nome della voce narrante non è mai nominato. Gli unici personaggi con un nome sono infatti la donna traditrice, "Jenny/Ginny", e il funzionario anglo-irlandese, "Captain Farrell", nessuno dei quali può fornire alcun aiuto nella datazione della canzone. Il brano finisce con il desiderio espresso dal narratore di scappare dal posto dove è imprigionato per ritornare a condurre "la bella vita". La versione dei Thin Lizzy e dei Metallica differisce dalla tradizionale modificando lievemente alcuni versi e cambiando il nome del personaggio in Molly.

## Cover
È una delle canzoni tradizionali irlandesi più eseguite ed è stata incisa da artisti come i The Dubliners, The Pogues, Peter, Paul and Mary, The Highwaymen, Roger Whittaker, Nolwenn Leroy, the Clancy Brothers e Tommy Makem.
Intorno al 1970 Lillebjørn Nilsen la adattò in norvegese come Svikefulle Mari. La band finlandese Eläkeläiset ha registrato una versione Humppa del brano chiamata Humppamaratooni. Nel 1992 i Modena City Ramblers la incisero nel loro primo demo tape On the First Day of March...Live Demo assieme ad altri traditionals irlandesi. Nel 2007 Lars Lilholt Band ne realizzò una versione danese dal titolo Gi' mig whiskey in the jar, l'ultima versione del brano risale al 2010 realizzata dai Simple Minds.
Venne anche realizzata una versione rock dalla band irlandese Thin Lizzy nel 1972, per il mercato irlandese, e nel 1973, per il Regno Unito. Quest'ultima è stata riproposta da Metallica, Simple Minds, U2, Pulp, Smokie, Belle and Sebastian e Gary Moore. Jerry Garcia dei Grateful Dead e David Grisman registrarono insieme una cover in stile Bluegrass di questa canzone. Il cantautore canadese Bryan Adams nel 2019 ha registrato una versione acustica, per il suo quattordicesimo album in studio Shine a Light.